# (118172) Vorgebirge
(118172) Vorgebirge – planetoida z grupy pasa głównego asteroid okrążająca Słońce w ciągu 4,49 lat w średniej odległości 2,72 j.a. Odkrył ją Martin Geffert 5 kwietnia 1989 roku na zdjęciach wykonanych w Obserwatorium La Silla. Nazwa planetoidy pochodzi od pasma wzgórz na zachód od Renu, rozciągających się pomiędzy Bonn a Kolonią.